# Рокусё
Рокусё (яп. 緑青) — вещество и способ патинирования меди и её сплавов а также других неферитных сплавов. Является традиционным в Японии. Преимущественно используется в технике Мокуме-Гане для патинирования изделий из сплавов сибуити (в синий цвет), сякудо (в темное сине-фиолетовый цвет), куромидо (в медно-черный цвет).

Существует несколько рецептов приготовления рокусьо, и различные способы его применения.
Рецепты приготовления рокусьо:
1. В стеклянной или медной посуде растворить 6г. ацетата меди, 2г. карбоната кальция, 2г. натриевой щелочи. Довести объем раствора до 150 мл. и оставить устоять. За неделю слить прозрачную жидкость над осадком, перед самым использованием добавить еще 2г. сульфата меди.
2. Растворить 4г. ацетата меди, 1г. нитрата меди, 1г. хлорида меди и 4г. сульфата меди в 1л. воды.
3. Растворить 60г. ацетата меди и 60г. сульфата меди в 2л. раствора белого уксуса (5-12 %).